# Conjunto Arquitetônico, Urbanístico e Paisagístico de Itaparica
O Conjunto Arquitetônico, Urbanístico e Paisagístico de Itaparica são edificações localizadas em Itaparica, município do estado brasileiro da Bahia. Foi tombado pelo Instituto do Patrimônio Histórico e Artístico Nacional (IPHAN) em 1980, através do processo de número 973. A Ilha de Itaparica situa-se na Baía de Todos-os-Santos e de sua ocupação se tem notícias desde os primeiros tempos da colonização portuguesa.
Entre os principais monumentos e espaços públicos tombados estão: Igreja Santíssimo Sacramento, Igreja de São Lourenço, Forte de São Lourenço (Fortaleza de São Lourenço), Capela Nossa Senhora de Bom Despacho, os sobrados Monsenhor Flaviano e Tenente Botas e o Fonte da Bica.

## História
Na ilha existiam comunidades indígenas, que foram expulsas pela ocupação portuguesa e instalação de engenhos de açúcar. Sua posição era estratégica e por isso existem várias fortalezas no território. A vila emancipou-se de Salvador em 1833 e foi elevada à condição de cidade em 1890.
Foi tombado pelo IPHAN em 1980, recebendo tombo arqueológico, etnográfico e paisagístico (Inscrição 78/1980), tombo histórico (Inscrição 477/1980) e tombo de belas artes (Inscrição 541/1980).
Em 2018, iniciaram-se obras de restauração da Igreja Matriz do Santíssimo Sacramento, que foram finalizadas em 2021. A restauração incluiu o acervo de bens móveis e integrados, além da modernização de instalações prediais e adequação do bem às normas de acessibilidade.

## Arquitetura
A parte central da cidade, protegida pelo IPHAN, localiza-se próxima ao mar, no norte da ilha, em trecho conhecido antigamente como Ponta da Baleia, desenvolvendo-se através de uma trama de ruas de desenho irregular, intercalada por praças.
O conjunto arquitetônico conserva muitas das características originais, com muitas construções de um só pavimento, poucos sobrados e a Matriz do Santíssimo Sacramento. Outros pontos de destaque são a Igreja de São Lourenço e o Forte de mesmo nome, à beira-mar.
As habitações inclusas nessa área são casas térreas de pequeno porte, visto que a Itaparica se desenvolveu ao longo das praias e em direção à Fonte da Bica, unidade de fornecimento de água mineral que abastece a ilha, e é comercializada, nacionalmente.